# Chorągiew husarska koronna Jana Andrzeja Morsztyna

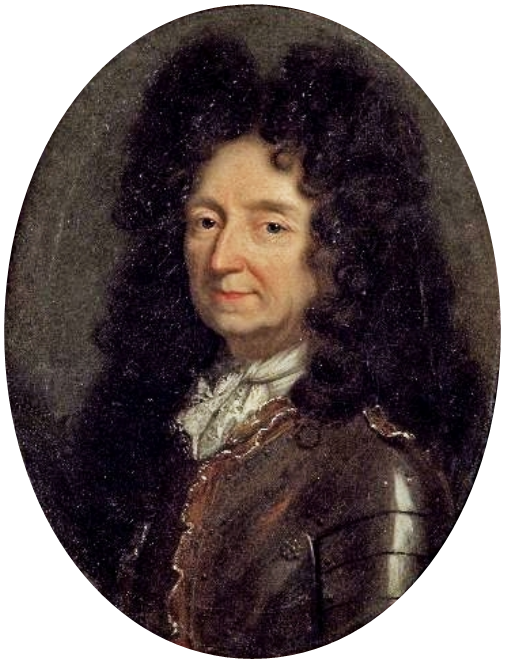
Jan Andrzej Morsztyn herbu Leliwa

Chorągiew husarska koronna Jana Andrzeja Morsztyna – chorągiew husarska koronna II połowy XVII wieku, okresu wojen Rzeczypospolitej z Turcją i Rosją.
Fundatorem i patronem chorągwi był podskarbi wielki koronny Jan Andrzej Morsztyn herbu Leliwa.
Żołnierze chorągwi znaleźli się w kompucie wojsk koronnych pod Wiedniem w 1683 (184 konie) i wzięli udział w wojnie polsko-tureckiej 1683-1699.